# Силіцен

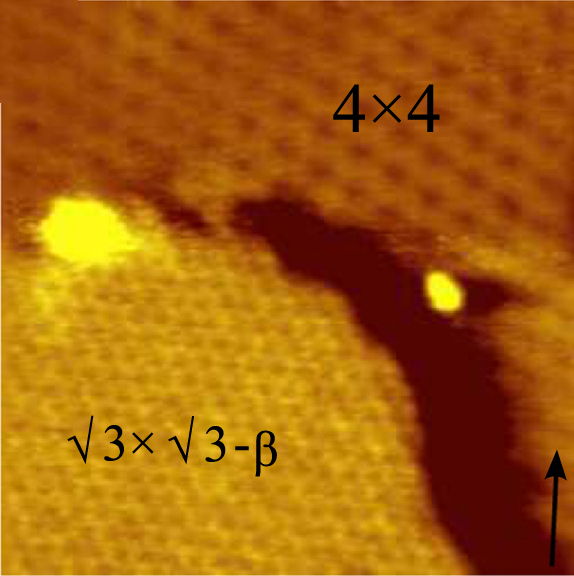
Знімок поверхні епітаксійного силіцену (4×4) та т.зв. "мультишарового" (R3×R3) силіцену.

Силіце́н — двовимірна одношарова алотропна форма Силіцію (Si), атоми якої утворюють гексагональну кристалічну ґратку типу бджолиних стільників (honeycombs). У силіценовій ґратці атоми Силіцію мають «змішану гібридизацію» типу «sp2/sp3», таким чином, ґратка є періодично-зігнутою (англ. buckled), на відміну від планарної ґратки графену. Електронна структура силіцену нагадує структуру графену, маючи лінійну дисперсію електронів на краю зони Бріллюена (в К точці), відтворюючи конус Дірака. 
На разі відомо дві форми силіцену: вільний від підтримки (англ. free-standing) та епітаксійний (осаджений на підкладку). Існування вільного силіцену є теоретично спрогнозованим, , хоча експериментального підтвердження поки що немає. Натомість, в 2012 році було експериментально отримано епітаксійний силіцен, що підсилило зацікавлення двовимірними матеріалами після деякого спаду зацікавленності графеном. Однією із переваг силіцену є можливість контролю ширини забороненої зони, що є необхідною умовою використання матеріалу у мікроелектроніці. Заборонену зону силіцену можна відкрити за допомогою прикладення ортогонального електричного поля або осадження сторонніх атомів чи молекул, проводячи т.зв. функціоналізацію. Додатково, використання кристалів на основі Силіцію у мікроелектроніці є більш доступним й навіть звичним у порівнянні із кристалами на основі Карбону. 
Силіцен є цікавим матеріалом з точки зору фізики твердого тіла, оскільки він одночасно містить двовимірний електронний газ й значну спін-орбітальну взаємодію, дозволяючи тим самим спостерігати відкриття забороненої зони за доступних температур (близько 20 К), тим самим проявляючи топологічні властивості електронної будови. Подібні властивості силіцену роблять його кандидатом для спостережень низки квантових ефектів Холла, наприклад аномальний та спін-квантовий ефект Холла.
Хронологічно, силіцен — другий елементарний (такий, що складається лише з одного хімічного елементу) двовимірний матеріал після відкриття графену. Також існують роботи з синтезу германену та інших елементарних двовимірних матеріалів (станен, борофен тощо).